# Règles du jeu pour un film sur les anabaptistes
Pour plus de détails, voir Fiche technique et Distribution.
 Règles du jeu pour un film sur les anabaptistes  est un film-document du  1976, premier long-métrage du réalisateur allemand Georg Brintrup. Le film met en parallèle la répression subie, en Allemagne, par les membres de la communauté anabaptiste au début du XVIe siècle, dans la ville de Münster, avec l’interdiction d’exercer un emploi public qui a frappé les membres du Parti communiste allemand, pendant les années 1970.

## Synopsis

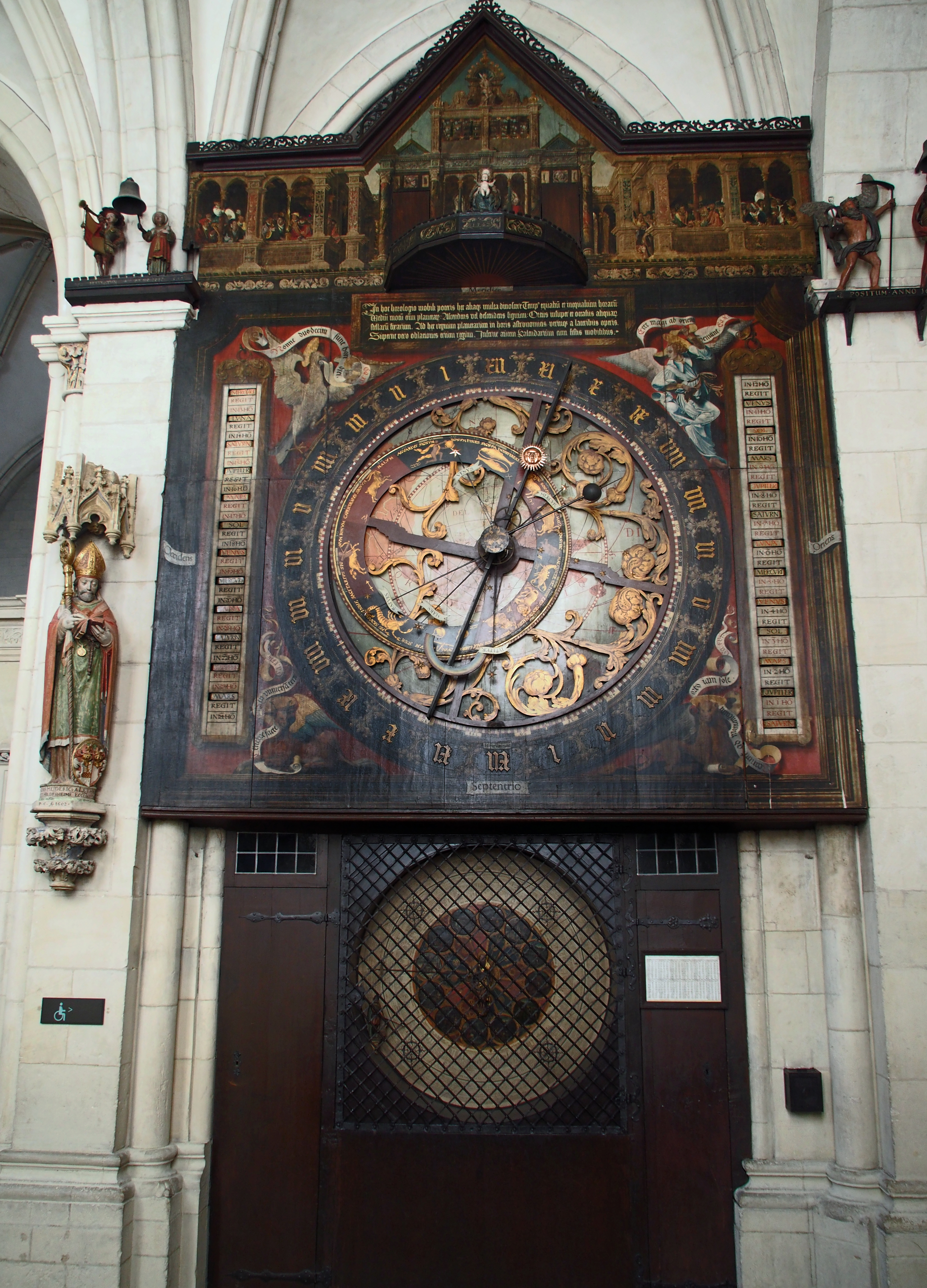
L’horloge astronomique, Cathédrale Saint-Paul de Münster

Le film s’ouvre avec un bref commentaire sur les faits qui ont eu lieu au XVIe siècle dans la ville de Münster, en rapport avec le développement de la communauté des anabaptistes dans cette ville, et son extermination dictée, principalement, par l’évêque.  Sont lus quelques textes tirés de l’introduction de l’ «Histoire des anabaptistes» d’Hermannus Kerssenbroick, chronique sur les désordres à Münster, arrivée jusqu’à nous grâce au témoignage oculaire (auteur anonyme), d’abord écrit en latin, puis traduit à l’allemand au XVIIIe siècle. La chronique décrit la formation de la ville, ses édifices, marchés, rues et classes sociales et, à la fin, sa Constitution. Les images du film montrent des rues et des places telles qu’elles sont aujourd’hui pour finir sur un homme qui lit à voix haute. Il est installé dans une terrasse à Rome, non loin du Vatican.  Cette première partie du film se termine par un long « travelling » qui commence par une vue des toits de Münster, passant ensuite aux rues du centre de la ville pour finir devant un feu, alors que la voix narre les « signes miraculeux » qui annoncent les désordres et la destruction de la ville.
La deuxième partie montre deux enseignantes allemandes dans la ville, Monika Ernst et Magdalena Storm, membres du parti communiste allemand, parti parfaitement légal et reconnu. Elles racontent comment elles ont été interdites d’enseigner. Deux autres membres du parti, Bruno Finke et Ulrike Poerschke, parlent  aussi des accusations et de la répression subies. L’une des trois femmes raconte ses déboires devant les fonctionnaires de la «Protection de la Constitution». L’image finale montre la grande horloge astronomique de la cathédrale de Münster, construite en 1542, commandée par l’évêque pour symboliser la victoire sur les anabaptistes, « la restauration de l’ordre et de la paix ».

## Fiche technique
- Titre : Règles du jeu pour un film sur les anabaptistes
- Titre original : Spielregel für einen Wiedertäuferfilm
- Réalisation : Georg Brintrup
- Scénario : Georg Brintrup et Rudi Bergmann
- Photographie : Ali Reza Movahed
- Son : Jobst Grapow, Karl D. Möller
- Musique : Arnold Schönberg 
 Martin Luther
- Société de production : La Bottega Cinematografica, Rome
- Pays :  Allemagne de l'Ouest,  Italie
- Genre : film document
- Durée : 70 minutes
- Année de sortie : 1976

## Distribution
- Michael Romat : Lector
- Wilfried Gronau : Hermann von Kerssenbrock
- Tim Sodmann : Voix “off”
- Petra Gnade : Voix “off”
- Monika Ernst : elle-même
- Magdalena Storm : elle-même
- Bruno Finke : lui-même
- Ulrike Poerschke : elle-même

## Autour du film
Ce documentaire est né du scénario d’un film jamais réalisé, sur un sujet historique du XVIe siècle, à Münster (Allemagne): le devenir tragique des anabaptistes, mouvement protestant, à l’origine pacifique qui, pour cause des persécutions subies, s’est transformé en une secte radicale et, pendant le siège de Münster, est devenu même fanatique. Le documentaire réalisé se fonde sur l’idée que la répression d’une pensée conduit au radicalisme et que l’isolement de l’esprit mène jusqu’au fanatisme, jusqu’à la folie. Avec cette thèse et par l’exemple, le documentaire illustre le fait qu’une opposition d’abord pacifique et démocratique, peut aller même aux extrêmes, à cause des constantes vexations aveugles subies, jusqu’à provoquer fatalement des réactions encore plus dures et plus violentes.

### Accueil critique
« Celle de Georg Brintrup est une quatrième façon de faire un documentaire: un film très lucide dans lequel sont mis en rapport la répression subie par le mouvement anabaptiste, au début du XVIe siècle à Münster, avec celle du XXe siècle, pratiquée en République fédérale d'Allemagne, après la deuxième guerre mondiale, d'interdiction d'emploi contre les membres du parti communiste allemand à la recherche d'un poste publique. Le sujet est examiné de manière frontale et directe - témoignages, lecture publique de textes historiques, images de la ville (de Münster) telle qu'elle est aujourd'hui - et réussit à nous intéresser bien au-delà de ce qu'auraient pu le faire l'accumulation confuse de documents d'archive ou à travers une «dénonciation furieuse». »

— Alberto Farassino , "La Repubblica " du 24/9/1977. 

### Festivals
La « Première » projection internationale du film a eu lieu dans le Festival international du film de Rotterdam en janvier 1977. D'autres présentations du film ont été dans la section du  Forum du Jeune Cinéma Allemand du Festival international du film de Berlín en juillet 1977, et dans la XIII édition de la Mostra Internazionale del Nuovo Cinema, de la ville de Pésaro (Italie) en septembre 1977.